# Simulium luggeri
Simulium luggeri är en tvåvingeart som beskrevs av Nicholson och John T. Mickel 1950. Simulium luggeri ingår i släktet Simulium och familjen knott. Inga underarter finns listade i Catalogue of Life.